# A Palo Seko
A Palo Seko est un groupe de punk hardcore espagnol, originaire d'Alcalá de Henares, dans la communauté de Madrid.

## Biographie
Composé de cinq membres, le groupe se fait connaître en remportant un concours municipal à Alcalá de Henares en 1986. Une partie de l'attention qu'ils reçoivent des médias se fait grâce à leur transgression des limites, et les membres apparaissent nus en couverture dans le magazine Interviú. En 1995, ils reçoivent un prix dans la catégorie de « groupe révélation », et une fois de plus, et font de nouveau parler d'eux dans la presse pour leur soutien aux insumisos et pour avoir coupé la circulation devant le tribunal de Madrid.
Ils comptent 12 albums ; l'un d'entre eux est un double disque : Si no te gusta lo ke hacemos... jódete (live) et haberlo hecho tú (live) (hommage à A Palo Seko avec des contributions de 30 groupes originaires du Venezuela, d'Italie, d'Argentine, de Cuba et d'Espagne, Mojinos Escozíos, A.N.I.M.A.L., Natas, Barricada, Comando 9mm, Evaristo de La Polla Records et Gatillazo, etc.). 
Le samedi 16 janvier 2010, ils donnent six concerts gratuits dans la même nuit, à Alcalá de Henares, et dans six salles différentes (Tic-Tac, Kajuna, Rock/Night, Imsomnio, Gotham et Rockala (bar Rock/On)). Ces concerts sont enregistrés et publiés comme album live, intitulé El Disko rojo. En 2013 sort nouvel album, Kañaversario, qui célèbre leur 27e année d'existence. En 2014, le groupe participe au festival Noti-Flash Rock Estatal avec Leiva, Reincidentes, et La Fuga.
Entre février et mai 2016, ils effectuent une tournée en soutien à leur nouvel album, Separados y revueltos.

## Discographie
- 1994 : Kaña burra del Henares
- 1995 : ...y no pasa nada
- 1996 : Pp Pinocho
- 1997 : No todo el monte es orégano
- 1999 : ¿Dónde está Wally?
- 2000 : Por fin al fin el fin
- 2001 : La Paja en el ojo ajeno
- 2003 : Lamekulos Sin Fronteras
- 2005 : Si no te gusta lo ke hacemos... Jódete
- 2007 : Live After Dis... co Homenaje
- 2010 : El Disko rojo
- 2013 : Kañaversario
- 2016 : Separados y revueltos

## Membres
- Koke - basse
- Pelos - chant, guitare
- Richi - guitare
- Mimi - batterie